# 10645 Brač
10645 Brač eller 1999 ES4 är en asteroid i huvudbältet som upptäcktes den 14 mars 1999 av den kroatiska astronomen Korado Korlević vid Višnjan-observatoriet. Den är uppkallad efter ön Brač.
Asteroiden har en diameter på ungefär 10 kilometer och den tillhör asteroidgruppen Eunomia.